# Latium

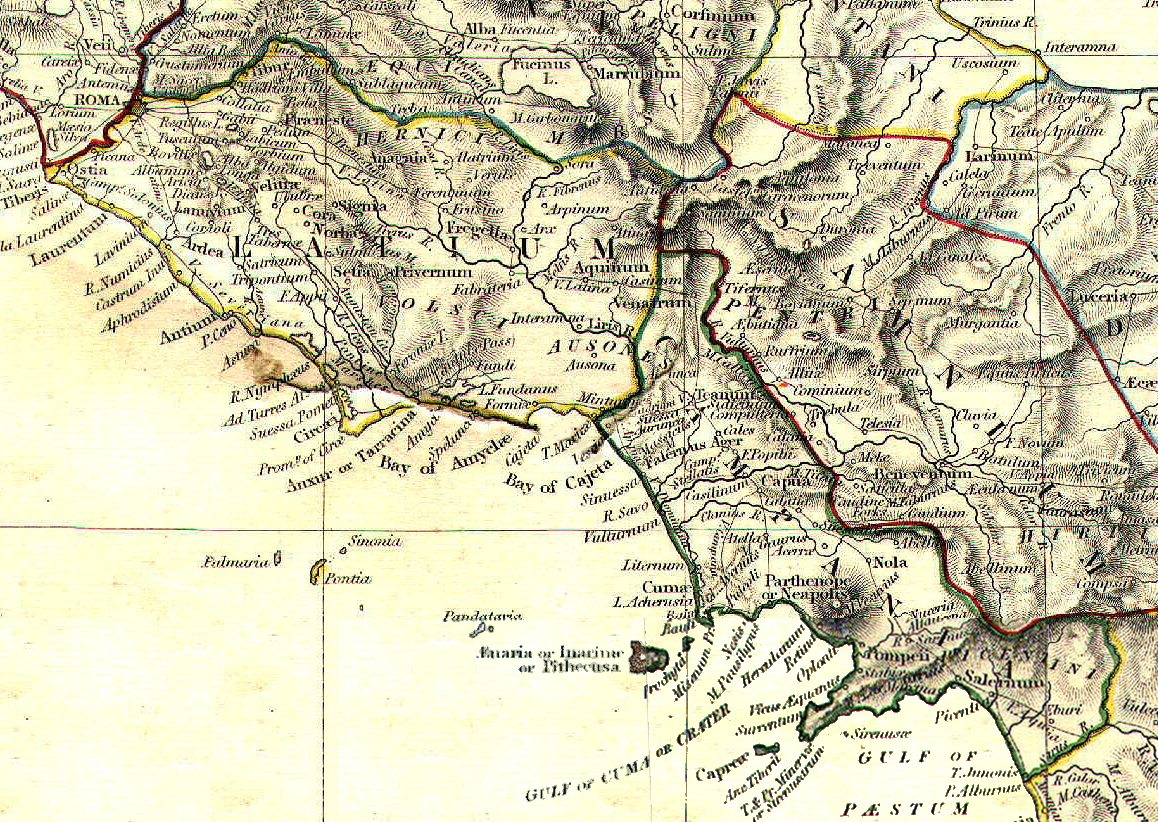

Latium (tiếng Latinh: Lătĭŭm) là khu vực miền Trung Tây nước Ý, trong đó thành phố Roma đã được thành lập và phát triển là thành phố thủ đô của Đế chế La Mã. Latium ban đầu là một hình tam giác nhỏ có đất núi lửa màu mỡ, là nơi cư trú của các bộ tộc Latinh. Nó nằm trên bờ trái của sông Tiber, phía bắc tới sông Anio (một nhánh tả ngạn của sông Tiber) và phía đông nam đến Palus Pomptina (đầm lầy Pontine, nay là Pontine Fields), một khu vực đầm lầy không thể ở được. Hữu ngạn của sông Tiber đã bị chiếm đóng bởi thành phố Etruscan của Veii, và các biên giới khác đã bị chiếm đóng bởi các bộ lạc Italic. Sau cùng La Mã đã đánh bại Veii, đánh bại các bộ lạc Italic, mở rộng Latium đến dãy núi Apennine ở phía đông bắc và đến điểm cuối đối diện các đầm lầy ở phía đông nam. Khu vực Lazio của Ý ngày nay, còn được gọi là Latium trong tiếng Latin, và đôi khi trong tiếng Anh hiện đại, có phần lớn hơn, nhưng không nhiều như gấp đôi Latium ban đầu.